# Ischnopteris viriosa
Ischnopteris viriosa är en fjärilsart som beskrevs av Paul Dognin 1904. Ischnopteris viriosa ingår i släktet Ischnopteris och familjen mätare. Inga underarter finns listade i Catalogue of Life.